# Angelo Pagani
Angelo Pagani (né le 4 août 1988, à Mariano Comense, dans la province de Côme en Lombardie) est un coureur cycliste italien, ancien membre de l'équipe continentale professionnelle Bardiani CSF qu'il rejoint en 2011 jusqu'en 2014 inclus.

## Biographie
Fin 2014, il met fin à sa carrière de coureur cycliste professionnel faute d'avoir trouvé une équipe pour la saison 2015.

## Palmarès
- 2005
  - 3e du Trophée de la ville d'Ivrée
  - 3e du Trofeo Emilio Paganessi
- 2006
  - 2e du championnat d'Italie du contre-la-montre juniors
- 2007
  - Memorial Vittime del Vajont
  - 2e du Giro del Canavese
  - 2e de la Coppa Città di San Daniele
  - 3e du Mémorial Davide Fardelli
- 2008
  - Coppa San Sabino
  - 3e du Giro del Canavese
- 2009
  - Trophée Maria Rovelli
  - 1rea étape du Tour de la Vallée d'Aoste (contre-la-montre par équipe)
  - 2e étape du Tour de Tenerife (contre-la-montre par équipe)
  - 2e du Tour de la Vallée d'Aoste
  - 3e du Tour de Tenerife
  - 8e de Paris-Roubaix espoirs
- 2010
  - 2e étape du Tour des régions italiennes
  - 3e du Tour des régions italiennes
- 2012
  - 1reb étape du Tour de Padanie (contre-la-montre par équipes)

## Résultats sur les grands tours

### Tour d'Italie
- 2012 : 97e

## Classements mondiaux
| Année           | 2007 | 2008 | 2009 | 2010 | 2011 | 2012 | 2013 |
| --------------- | ---- | ---- | ---- | ---- | ---- | ---- | ---- |
| UCI Asia Tour   |      |      |      |      | 283e |      | 156e |
| UCI Europe Tour | 352e | 467e | 275e | 287e |      | 502e | 381e |